# Gwanumpu
Gwanumpu è una circoscrizione rurale (rural ward) della Tanzania situata nel distretto di Kakonko, regione di Kigoma. Conta una popolazione di 14 756 abitanti (censimento 2012).